# LOT

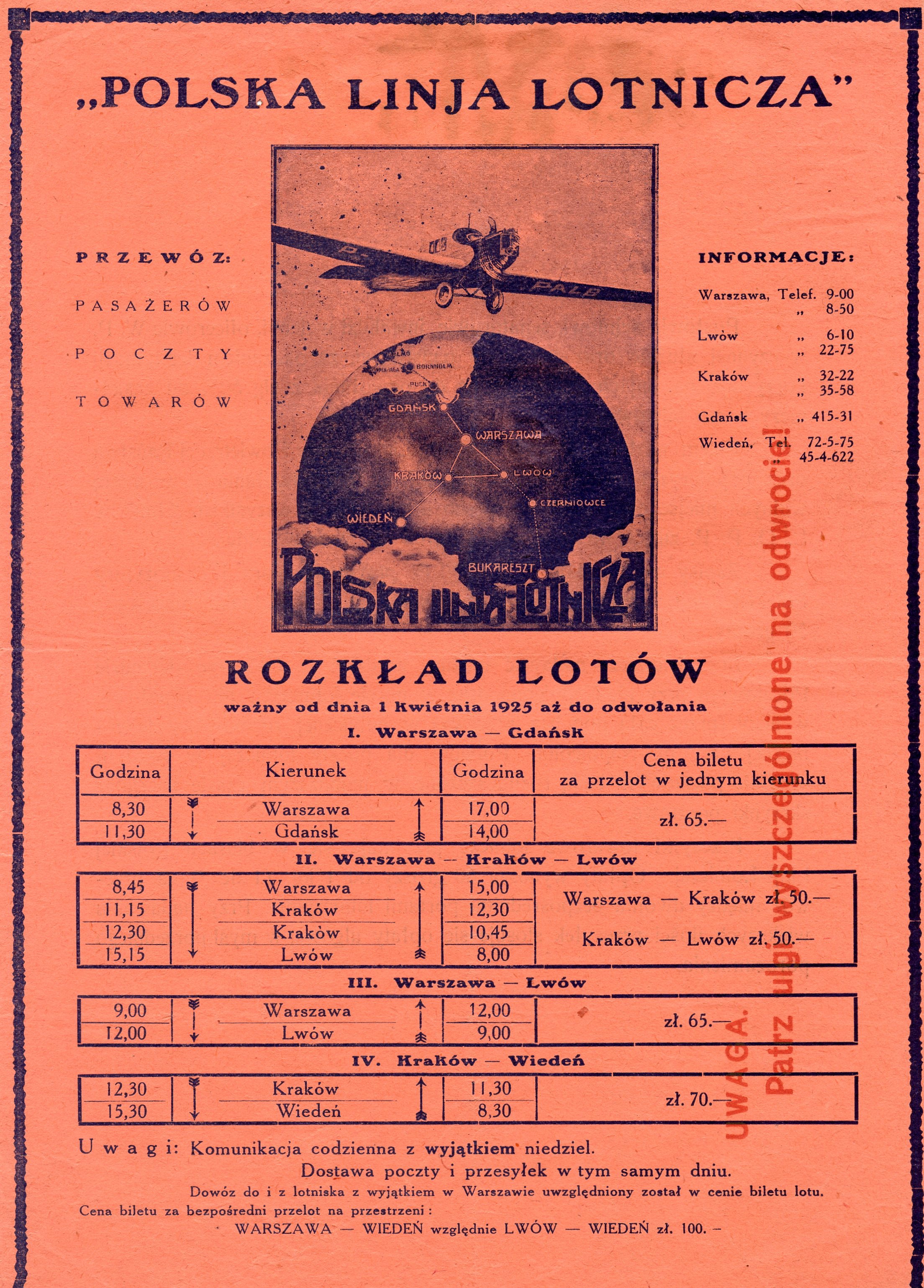
Skany dokumentow historycznych 068

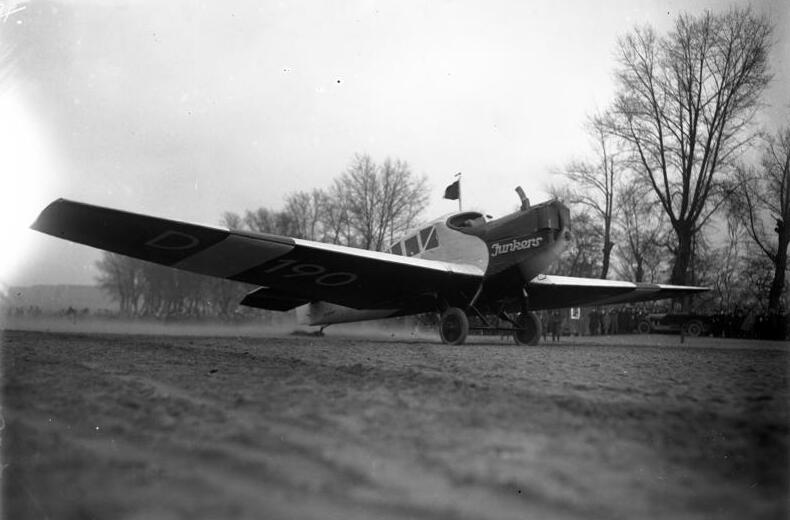
Bundesarchiv Bild 102-00007, Berlin, Start eines Junkers-Flugzeuges

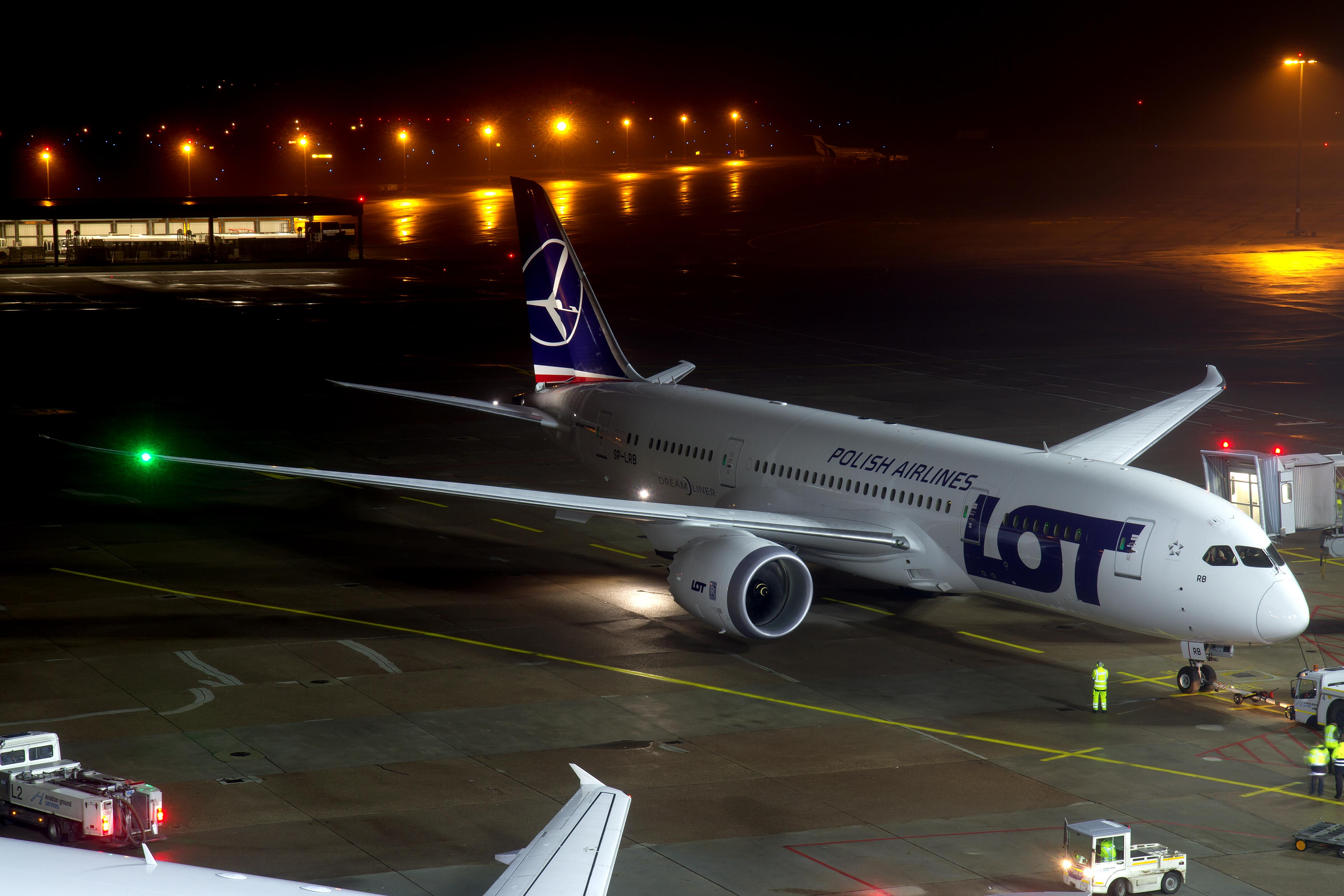
літак Боїнг 787 «Лайнер мрії»

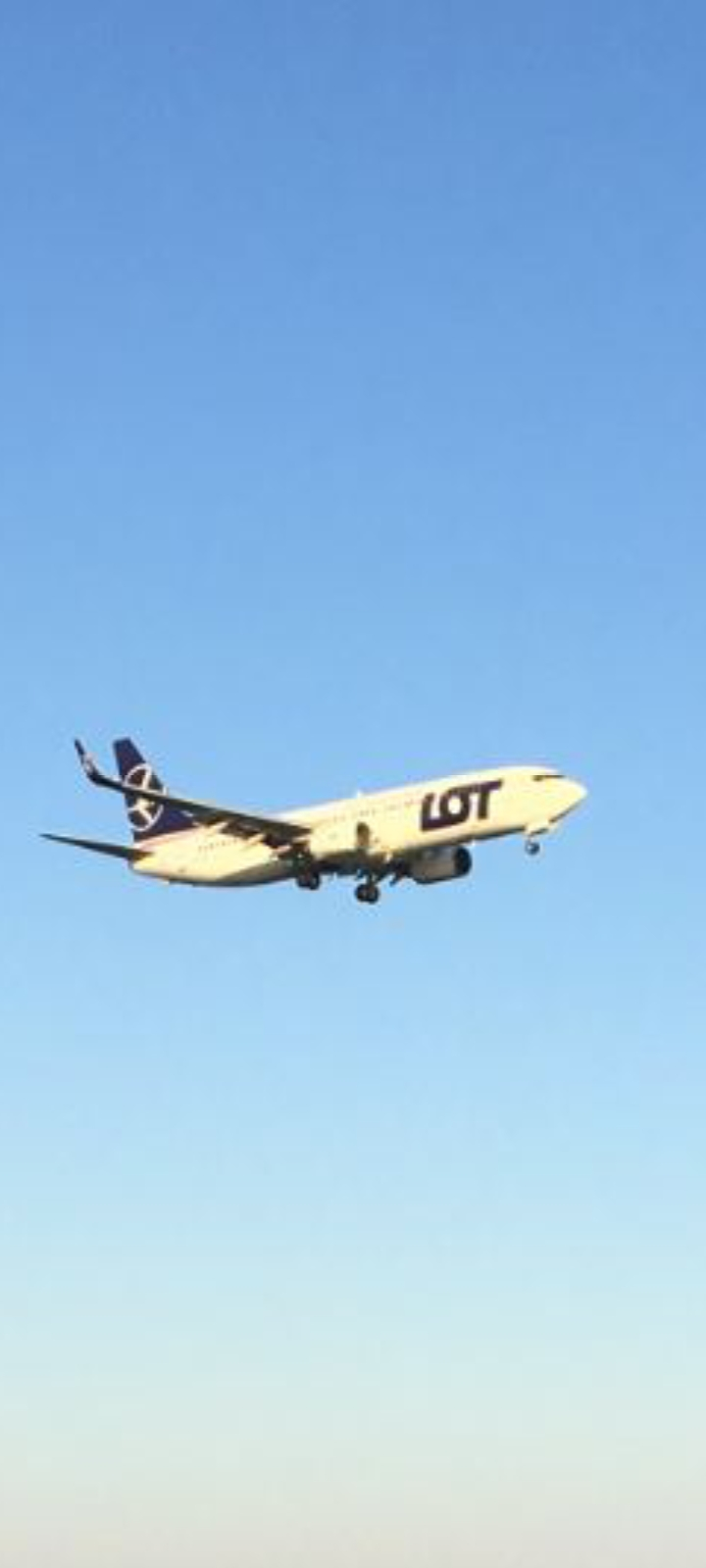
Boeing 737 приземляється в аеропорту Ларнака (Кіпр).

Польські авіалінії LOT (PLL LOT) (пол. Polskie Linie Lotnicze LOT) — найбільша польська авіакомпанія. Є власником підрозділів LOT cargo, LOT charter, засновником товариства EuroLOT. Входить до спілки авіаперевізників Star Alliance.
У 2010 році авіакомпанією перевезено понад 4,5 млн пасажирів та 23,3 тис. тонн вантажів.

## Історія
Компанія заснована в 1922 році Ігнацієм Вигардом (Ignacy Wygard), Броніславом Дунін-Жуховським (Bronisław Dunin-Żuchowski) та Казимиром Унрухом (Kazimierz Unruch), трьома співвласниками Fanto, найбільшої нафтової компанії Австро-Угорщини. Метою створення авіакомпанії було надання можливості нафтовим баронам (таким як і вони самі) швидко подорожувати між Бориславом / Дрогобичем (місцезнаходження нафтових родовищ) та Варшавою (де знаходилась штаб-квартира Fanto), і портом в Данцігу (сучасний Гданськ), через який здійснювався експорт їхніх товарів.
Новостворена авіакомпанія Polish Air Line Aerolloyd заснована була також за підтримки німецької компанії Norddeutscher Lloyd (яка з 1920 року працювала в бізнесі авіаперевезень та намагалась зберегти авіасполучення з Данцігом).
Користуючись нагодою, що тогочасна дочірня компанія Ллойду в Данцігу - Lloyd Ostflug (Східні авіалінії Ллойда) змушена була скоротити свою операційну діяльність в повоєнній Європі під натиском Франції, шість літаків Junkers F.13, що вивільнились, були взяті в лізинг новою польською компанією Polish Air Line Aerolloyd. Вони отримали польську цивільну реєстрацію та власні чоловічі імена (які починались на останню літеру реєстрації). Таким чином літак з реєстрацією P-PALB став носити ім'я "Bronek", P-PALC – ім'я "Cezar", і так далі.
На початках технічний догляд та керування в польоті літаками здійснювали працівники і пілоти фабрики Junkers Luftverkehr з Дахау.
До 1926 року компанія отримала 10 нових літаків Junkers F.13.
Polish Air Line Aerolloyd не була першою польською авіакомпанією, однак вона першою почала здійснювати регулярні авіаперевезення у Польщі. Польський уряд надавав допомогу компанії шляхом дозволу безкоштовно використовувати військові летовища (в силу відсутности мережі цивільних летовищ). Уряд також сплачував компанії дотацію в розмірі 130 польських марок за кожний кілометр маршруту та надавав безкоштовний доступ до метеорологійних даних з військових метеостанцій.
Авіакомпанія відкрила перший регулярний маршрут Львів-Варшава-Данціг, а з 1924 року Варшава-Краків. В 1925 відкрито сполучення з Віднем. Згодом додано маршрут Львів-Краків.
В 1925 компанія змінила назву на Aerolot, а в колишніх німецьких акціонерів було викуплено акції. Згодом технічна база компанії переміщена з Данцігу до Варшави. 
4 січня 1927 року Ігнацій Вигард (Ignacy Wygard), який обіймав посаду віце-президента Aerolot, ініціював створення Авіаційної спілки Польщі (Polish Air Union) разом з компанією Silesian Air Society (Повітряна спілка Сілезії), яка оперувала новоствореним маршрутом  Катовиці-Летовище Муховєц (Muchowiec Airport). 
28 Грудня 1928 року, за зразком досвіду з Німеччини, три польські авіакомпанії були націоналізовані польським урядом та об'єднані в LOT Polish Airlines - національного авіаперевізника.

## Флот

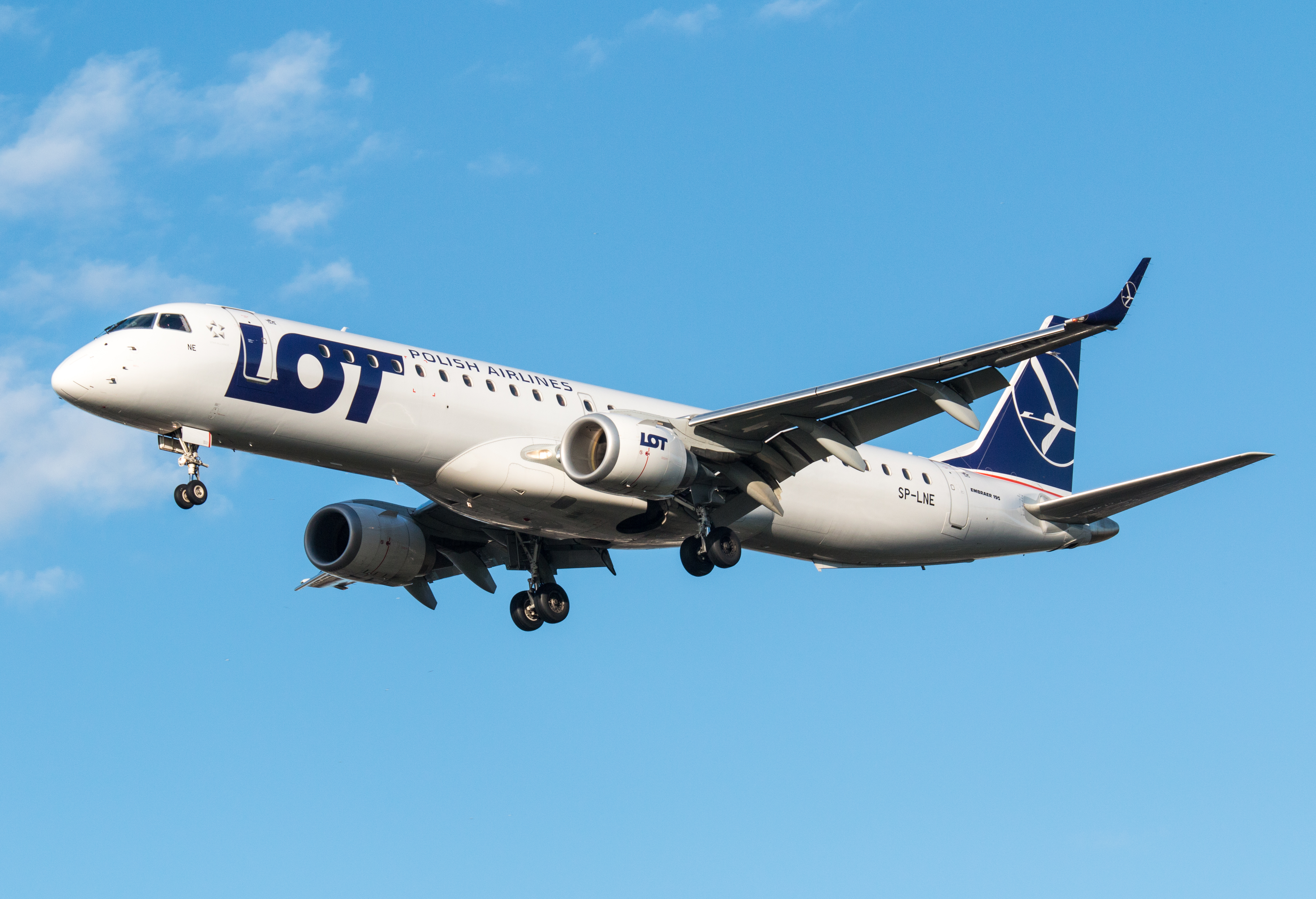
Embraer 195

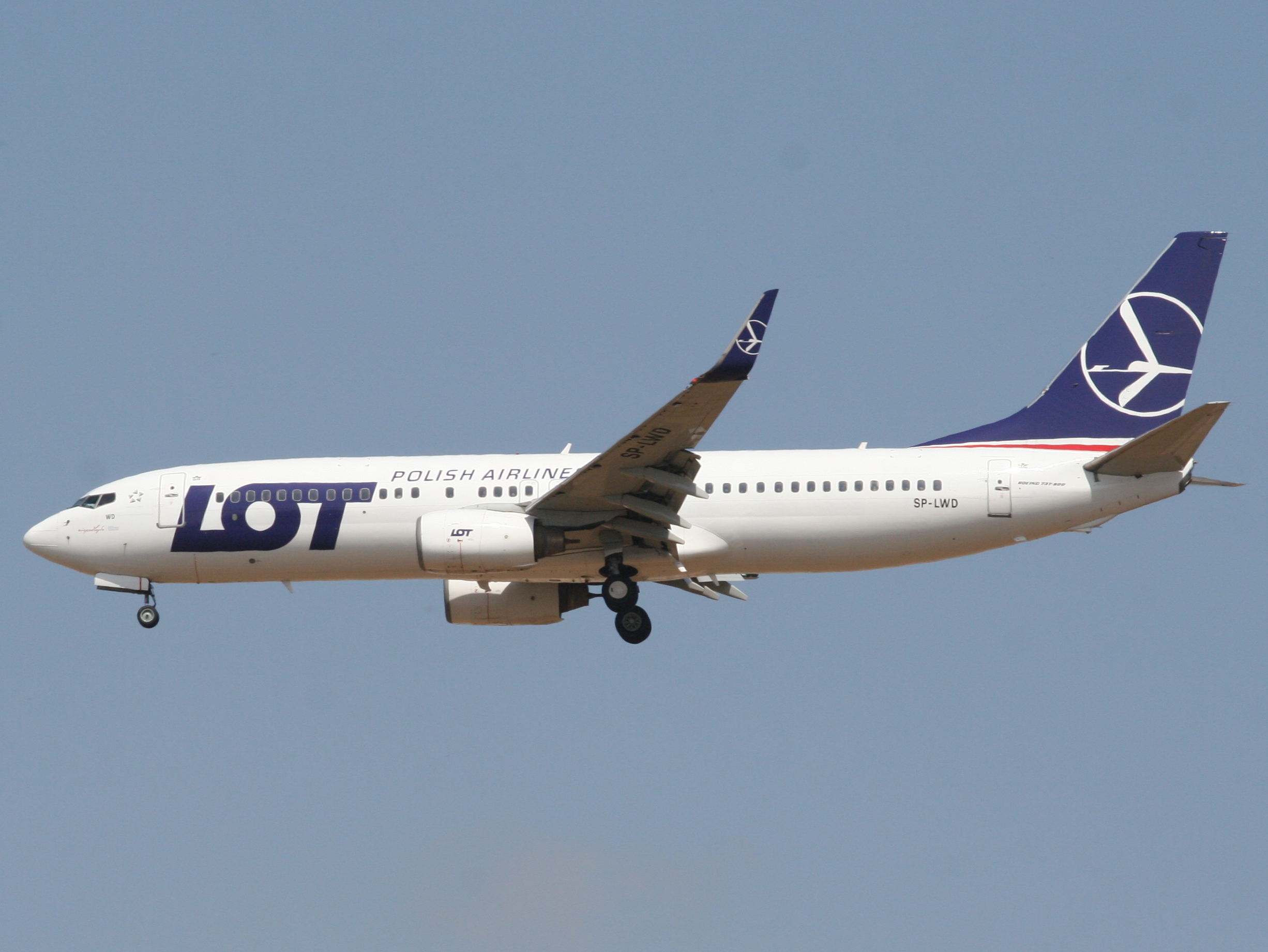
Boeing 737-89P

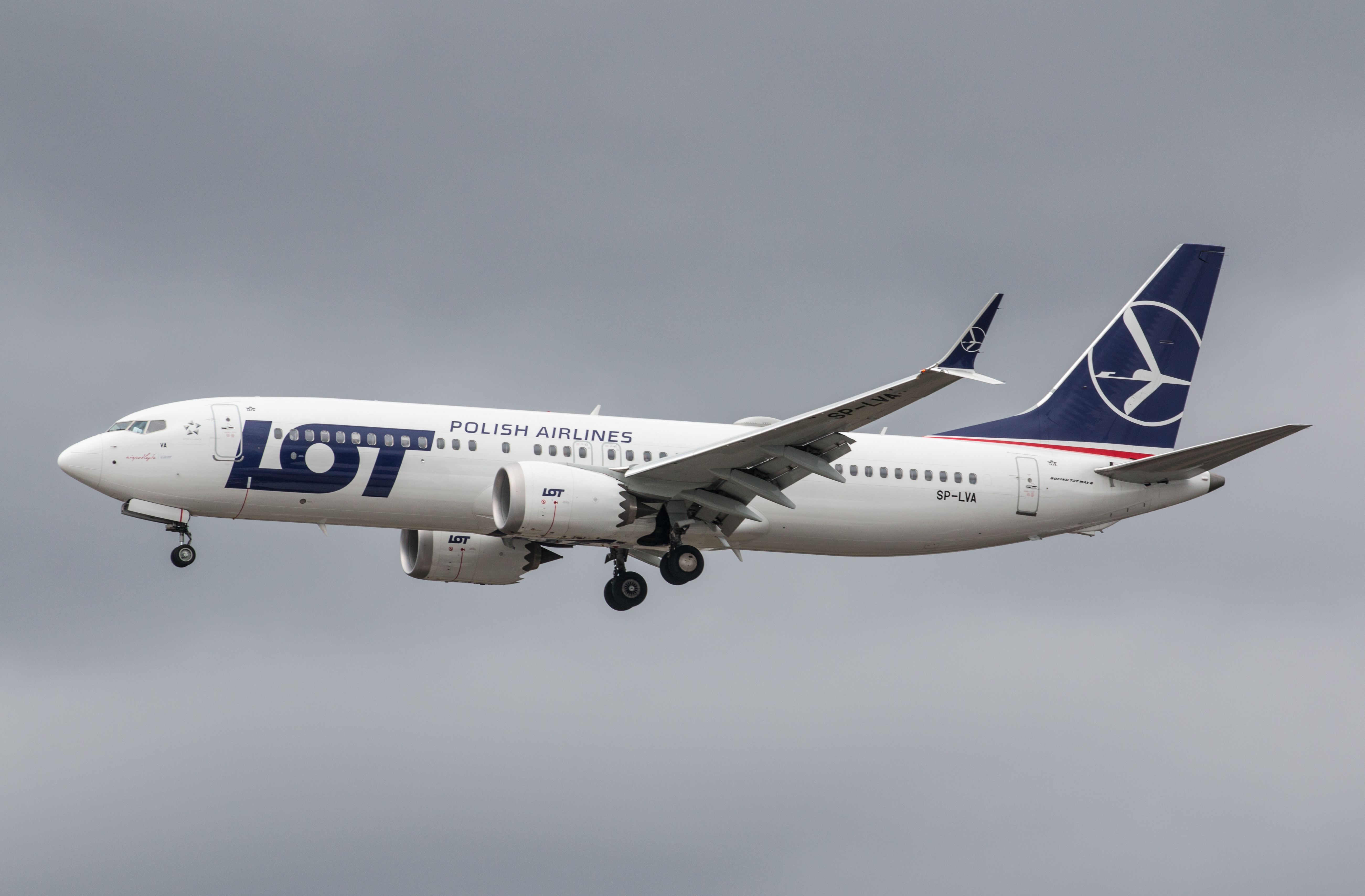
Boeing 737 MAX

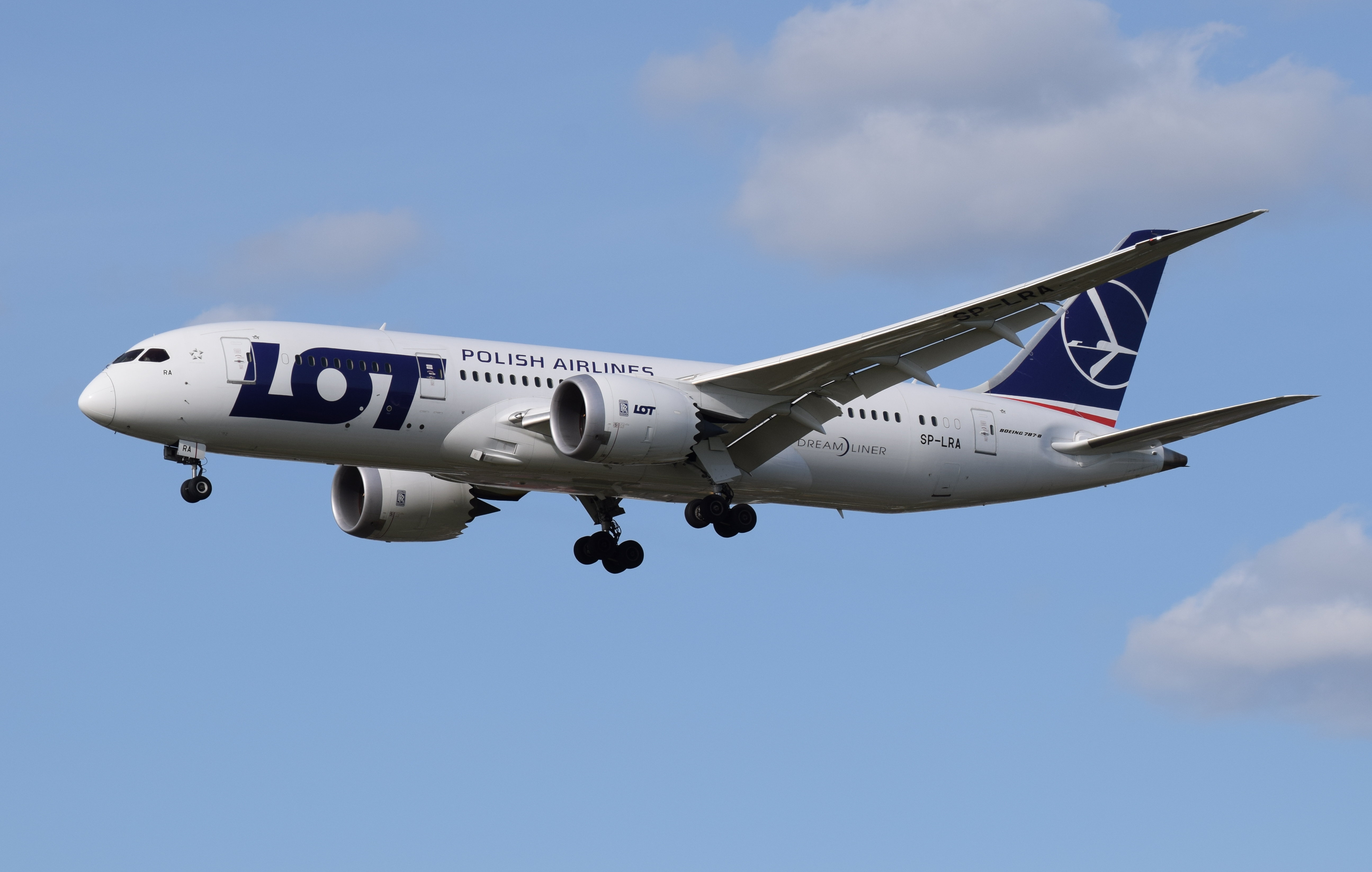
Boeing 787-8

Флот станом на липень 2020:
| Тип              | В дії | Замовлено | Пасажирів | Пасажирів | Пасажирів | Пасажирів | Пасажирів | Notes                                                     |
| Тип              | В дії | Замовлено | B         | E+        | E         | Разом     | Примітки  | Notes                                                     |
| ---------------- | ----- | --------- | --------- | --------- | --------- | --------- | --------- | --------------------------------------------------------- |
| Airbus a220-100  | —     | 20        | var.      | var.      | var.      | 125       |           | Постачання заплановано з 2027 року.                       |
| Airbus a220-300  | —     | 20        | var.      | var.      | var.      | 149       |           | Постачання заплановано з 2027 року.                       |
| Boeing 737-800   | 6     | —         | var.      | var.      | var.      | 186       | [ 8 ]     |                                                           |
| Boeing 737 MAX 8 | 18    | 13        | var.      | var.      | var.      | 186       | [ 9 ]     | Призупинена експлуатація з березня 2019.                  |
| Boeing 787-8     | 8     | 2         | 18        | 21        | 213       | 252       | [ 10 ]    |                                                           |
| Boeing 787-9     | 7     | —         | 24        | 21        | 249       | 294       | [ 11 ]    |                                                           |
| Embraer 195 E2   | 3     | —         | var.      | var.      | var.      | 136       |           |                                                           |
| Embraer 170      | 6     | —         | var.      | var.      | var.      | 76        | [ 12 ]    |                                                           |
| Embraer 175      | 13    | —         | var.      | var.      | var.      | 82        | [ 13 ]    |                                                           |
| Embraer 175      | 2     | —         | VIP       | VIP       | VIP       | VIP       | [ 13 ]    | Постійно зафрахтовано Міністерством національної оборони. |
| Embraer 190      | 8     | —         | var.      | var.      | var.      | 106       | [ 14 ]    |                                                           |
| Embraer 195      | 16    | —         | var.      | var.      | var.      | 112       | [ 15 ]    |                                                           |
| Total            | 86    | 55        |           |           |           |           |           |                                                           |

## Код-шерінг
LOT має код-шерингові договори з такими авіакомпаніями:
| Авіакомпанія       |
| ------------------ |
| Adria Airways      |
| Росія              |
| Air Canada         |
| All Nippon Airways |
| Asiana             |
| Austrian Airlines  |
| Belavia            |
| Blue1              |

| Авіакомпанія      |
| ----------------- |
| BMI               |
| Brussels Airlines |
| Bulgaria Air      |
| EgyptAir          |
| Jat Airways       |
| Lufthansa         |
| Luxair            |
| Rossiya Airlines  |

| Авіакомпанія                  |
| ----------------------------- |
| SAS                           |
| Singapore Airlines            |
| South African Airways         |
| Swiss International Air Lines |
| TAP Portugal                  |
| TAROM                         |
| Turkish Airlines              |
| United Airlines               |

## Україна і LOT
8 березня 2017 року у ЗМІ було повідомлено, що LOT збільшує кількість своїх рейсів до України. Нові рейси заплановано до Дніпра, Івано-Франківська, Вінниці і Рівного. Кількість рейсів із Варшави до Львова зросте з 2 до 3 щодня. Авіакомпанія вже літає до 5 аеропортів України.

## Цікаві факти
На початку 2014 року компанія оголосила про намір позбутися багажу, по який ніхто не зголошується. З цією метою був організований аукціон. Початкова ціна однієї валізи становила 10 злотих (приблизно 3 долари США). Учасники могли піднімати ставки, але перед закупівлею не можна було заглядати всередину валізи.